# Coupe du monde féminine de cyclisme sur route 2011
Navigation
Édition précédente Édition suivante
La Coupe du monde de cyclisme sur route féminine 2011 est la 14e édition de la Coupe du monde de cyclisme sur route féminine. Les compétitions inscrites au calendrier sont identiques à l'édition précédente.
Le classement individuel est remporté pour la première fois par la Néerlandaise Annemiek van Vleuten, qui termine première avec 362 points et trois victoires. Le classement par équipes est gagné par l'équipe néerlandaise  Team Nederland Bloeit, qui a totalisé six victoires en neuf épreuves.

## Courses
| Date       | # | Course                                   | Pays     | Vainqueur            | Équipe                    | Leader du général    |
| ---------- | - | ---------------------------------------- | -------- | -------------------- | ------------------------- | -------------------- |
| 27 mars    | 1 | Trofeo Alfredo Binda-Comune di Cittiglio | Italie   | Emma Pooley          | Team Garmin-Cervélo Women | Emma Pooley          |
| 3 avril    | 2 | Tour des Flandres                        | Belgique | Annemiek van Vleuten | Nederland Bloeit          | Annemiek van Vleuten |
| 16 avril   | 3 | Tour de Drenthe                          | Pays-Bas | Marianne Vos         | Nederland Bloeit          | Annemiek van Vleuten |
| 20 avril   | 4 | Flèche wallonne                          | Belgique | Marianne Vos         | Nederland Bloeit          | Marianne Vos         |
| 15 mai     | 5 | Tour of Chongming Island World Cup       | Chine    | Ina-Yoko Teutenberg  | HTC-Highroad Women        | Annemiek van Vleuten |
| 5 juin     | 6 | GP de la Ville de Valladolid             | Espagne  | Marianne Vos         | Nederland Bloeit          | Marianne Vos         |
| 29 juillet | 7 | Open de Suède Vårgårda TTT               | Suède    | HTC-Highroad Women   | HTC-Highroad Women        | Marianne Vos         |
| 31 juillet | 8 | Open de Suède Vårgårda                   | Suède    | Annemiek van Vleuten | Nederland Bloeit          | Annemiek van Vleuten |
| 27 août    | 9 | GP de Plouay-Bretagne                    | France   | Annemiek van Vleuten | Nederland Bloeit          | Annemiek van Vleuten |

## Classements finals

### Classement individuel
| #  | Cycliste             | Équipe                       | 1  | 2  | 3  | 4  | 5  | 6  | 7  | 8  | 9  | Total |
| -- | -------------------- | ---------------------------- | -- | -- | -- | -- | -- | -- | -- | -- | -- | ----- |
| 1  | Annemiek van Vleuten | Nederland Bloeit             | 35 | 75 | 24 | 24 | 30 | 8  | 16 | 75 | 75 | 362   |
| 2  | Marianne Vos         | Nederland Bloeit             | -  | 35 | 75 | 75 | -  | 75 | 16 | 4  | 35 | 315   |
| 3  | Emma Johansson       | Hitec Products-UCK           | 50 | 30 | 15 | 50 | 7  | 35 | 14 | 11 | 11 | 223   |
| 4  | Judith Arndt         | HTC-Highroad Women           | 21 | 27 | 0  | 35 | -  | 30 | 35 | 15 | 21 | 184   |
| 5  | Ina-Yoko Teutenberg  | HTC-Highroad Women           | -  | 8  | 30 | -  | 75 | -  | -  | 30 | -  | 143   |
| 6  | Emma Pooley          | Team Garmin-Cervélo Women    | 75 | 11 | -  | -  | -  | -  | 25 | -  | 24 | 135   |
| 7  | Elizabeth Armitstead | Team Garmin-Cervélo Women    | -  | -  | 11 | -  | 50 | 24 | 25 | 7  | -  | 117   |
| 8  | Kirsten Wild         | AA Drink-Leontien.nl Cycling | -  | 4  | 50 | -  | -  | -  | 30 | 24 | -  | 108   |
| 9  | Martine Bras         | Dolmans Landscaping Team     | 30 | 7  | 21 | 18 | -  | 6  | 3  | 18 | -  | 103   |
| 10 | Tatiana Antoshina    | Gauss                        | 8  | 50 | -  | 8  | -  | -  | 15 | -  | 6  | 87    |

### Classement par équipes
| #  | Équipe                       | Code | 1  | 2   | 3  | 4  | 5   | 6  | 7   | 8  | 9   | Total |
| -- | ---------------------------- | ---- | -- | --- | -- | -- | --- | -- | --- | -- | --- | ----- |
| 1  | Team Nederland Bloeit        | ARC  | -  | 119 | 99 | 99 | 30  | 83 | 64  | 82 | 110 | 686   |
| 2  | HTC-Highroad Women           | TCW  | 21 | 35  | 30 | 35 | 110 | 41 | 140 | 95 | 71  | 578   |
| 3  | Team Garmin-Cervélo Women    | CWT  | 75 | 26  | 11 | 4  | 50  | 51 | 100 | 28 | 24  | 369   |
| 4  | AA Drink-Leontien.nl Cycling | AAD  | 35 | 4   | 50 | 1  | -   | 30 | 120 | 51 | 42  | 333   |
| 5  | Hitec Products-UCK           | HPU  | 50 | 30  | 15 | 50 | 17  | 35 | 56  | 11 | 11  | 275   |
| 6  | SC MCipollini Giambenini     | MCG  | 2  | 5   | 18 | 42 | 29  | 51 | 44  | 45 | -   | 236   |
| 7  | Lotto Honda                  | LHT  | -  | 18  | 27 | 6  | 23  | -  | 48  | -  | 10  | 132   |
| 8  | Dolmans Landscaping Team     | DLT  | 30 | 7   | 21 | 18 | -   | -  | 12  | 18 | -   | 106   |
| 9  | Pays-Bas                     | NED  | 45 | -   | 7  | -  | -   | 6  | 40  | 5  | -   | 103   |
| 10 | Top Girls Fassa Bortolo      | TOG  | 9  | 2   | -  | 37 | -   | 21 | 32  | -  | 2   | 103   |